# Actenoides
Actenoides (лат.) — род птиц семейства зимородковых, ранее включался в род зимородков-альцион (Halcyon).

## Виды
Международный союз орнитологов включает в состав рода шесть видов:
| Изображение | Научное название          | Русское название                                             | Распространение                 |
| ----------- | ------------------------- | ------------------------------------------------------------ | ------------------------------- |
|             | Actenoides bougainvilleia | Усатая альциона или бугенвильский ошейниковый зимородок      | острова Бугенвиль и Гуадалканал |
|             | Actenoides concretus      | Малайская альциона                                           | Юго-Восточная Азия              |
|             | Actenoides hombroni       | Синешапочная альциона или минданаоский ошейниковый зимородок | Филиппины                       |
|             | Actenoides lindsayi       | Пёстрая альциона                                             | Филиппины                       |
|             | Actenoides monachus       | Сулавесская альциона                                         | Сулавеси                        |
|             | Actenoides princeps       | Королевская альциона                                         | Сулавеси                        |